# (10091) Bandaisan
(10091) Bandaisan es un asteroide perteneciente al cinturón de asteroides descubierto por Tsutomu Seki el 11 de noviembre de 1990 desde el Observatorio de Geisei, Japón.

## Designación y nombre
Bandaisan fue designado inicialmente como 1990 VD3.
Más tarde, en 2005, se nombró por el monte Bandai, un volcán del Japón.

## Características orbitales
Bandaisan está situado a una distancia media de 2,373 ua del Sol, pudiendo alejarse hasta 2,519 ua y acercarse hasta 2,226 ua. Su excentricidad es 0,06177 y la inclinación orbital 3,236 grados. Emplea 1335 días en completar una órbita alrededor del Sol. El movimiento de Bandaisan sobre el fondo estelar es de 0,2696 grados por día.

## Características físicas
La magnitud absoluta de Bandaisan es 14 y el periodo de rotación de 3,23 horas.